# Джордж Пауелл (дослідник)
Джордж Пауелл (англ. George Powell; 1794, Лондон — 1824, Тонга) — англійський моряк, мисливець на тюленів, дослідник і натураліст-любитель. Першовідкривач (разом з Натаніель Палмером) Південних Оркнейських островів.

## Перше плавання в Антарктиду
Джордж Пауелл у 23 роки у серпні 1818 року вперше відправився в Антарктику в якості капітана п'ятдесятитрьохтонного судна від Лондонської компанії «Daniel Bennett & Sons». У Південній Георгії або на архіпелазі Кергелен добули на полюванні чималу здобич. У липні 1819 року повернувся у Лондон. Привіз здобуті 1290 бочки тюленячого жиру і 11385 шкури тюленів.

## Друге плавання
4 вересня 1818 року Пауелл вдруге вирушив в Антарктику. Тепер він був капітаном статридцятидвохтонного вітрильного бойового корабля «Eliza». На початку січня 1821 року він міг дізнатися про відкриття Уїльяма Сміта Південних Шотландських островів. Під час цього плавання було здобуто 18000 шкур.

## Третє плавання
У 1821 році Пауелл очолив Третє плавання на південь (на кораблях «Eliza» (під його командуванням) і «Dove» (капітан Джон Райт)). 9 листопада досягли Південних Шотландських островів, де знайшли зручну стоянку. Для промислу розмістилися на північній стороні острова Роберт у бухті «Clothier Harbor». Там Пауелл взяв під своє командування «Dove», залишивши «Eliza» під керівництвом Райта, і відправився на ній на пошуки нових тюленячих угідь. Того року число промисловців різко зросло, хоч поголів'я тюленів зменшилось.
Джордж Пауелл дійшов до острова Елефант і вирішив, що там можна добути більше тюленів, повернувся назад за додатковим екіпажем. Але острів був не багатий на тюленів. Тому з Натаніель Палмером — капітаном восьмидесятитонного судна «James Monroe»' з промислової флотилії Бенджаміна Пендлтона він вирішив пройти далі на схід. Вони відкрили Південні Оркнейські острови, які назвали «неприступними». Острів, на якому Пауелл зробив першу висадку, був доданий до володінь Британії і названий Коронейшен — на честь коронації короля Великої Британії Георга IV. Моряки на човнах дослідили найбільший остір Коронейшен, і східніше інший, менший за розміром, отрів Лорі. Звідти судна обох шкіперів направились на південь до 62°30' південної широти, пройшли на захід, а потім повернулися до Південних шотландських берегів. Палмер був зацікавлений лише полюванням на тюленів, тому він не став затримуватися на відкритому архіпелазі і 13 лютого пішов на захід. Пауелл залишався на островах до 26 лютого. У серпні 1922 року він повернувся в Лондон. Під час плавання він склав карту відкритого архіпелагу, яка включала відомості про погоду, якірні стоянки, мілини, рифи тощо. Джордж Пауелл був убитий в 1824 році на островах Тонга, де був капітаном флотилії.